# James S. Fishkin

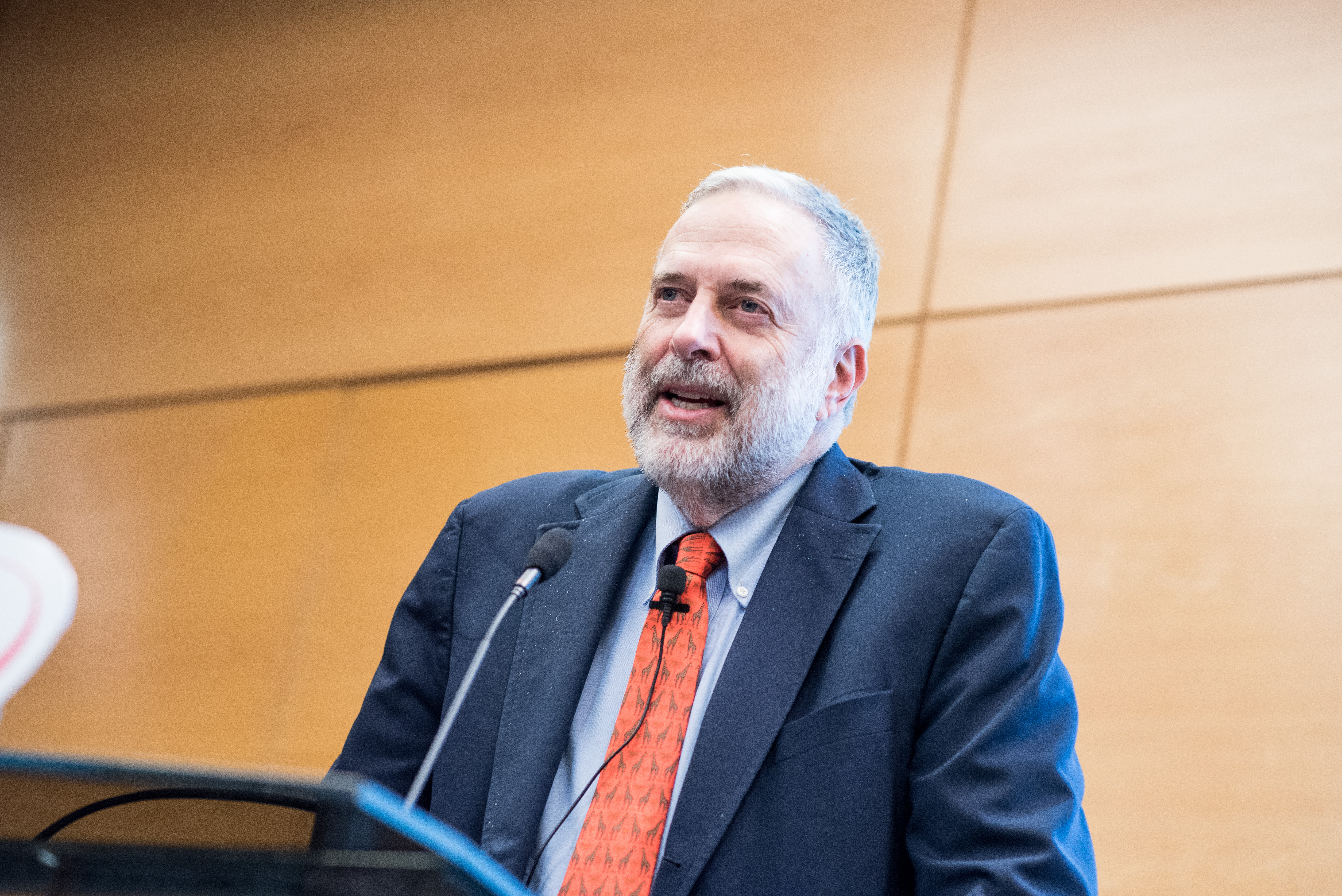
James S. Fishkin

James S. Fishkin (* 1948) ist ein Professor für Kommunikation und politische Wissenschaften an der Stanford University. Er ist bekannt durch seine Arbeiten zur Deliberativen Demokratie. Er entwickelte in diesen Zusammenhang auch eine Methode zu Deliberative Polling. Er ist Direktor am neuen Center für Deliberative Democracy an der Stanford University.
James S. Fishkin erreichte seinen Bachelor und seinen Ph. D. an der Yale University. Einen zweiten Ph. D. erwarb er an der Universität Cambridge.
2014 wurde er in die American Academy of Arts and Sciences aufgenommen.

## Werke
Deliberative Demokratie
- Democracy and Deliberation: New Directions for Democratic Reform (1991)
- The Dialogue of Justice: Toward a Self-Reflective Society (1992)
- The Voice of the People: Public Opinion and Democracy (1995)
- Deliberation Day (Yale University Press, 2004) (with Bruce Ackerman)
- Debating Deliberative Democracy (mit Peter Laslett) (Blackwell Publishing Limited, 2003)

Politische Theorie und Philosophie
- Tyranny and Legitimacy: A Critique of Political Theories (The Johns Hopkins University Press, 1979)
- Beyond Subjective Morality: Ethical Reasoning and Political Philosophy (Yale University Press, 1986)
- Limits of Obligation (Yale University Press, 1982)
- Justice, Equal Opportunity and the Family (Yale University Press, 1984)

Veröffentlichungen in Fachzeitschriften
- Considered Opinions: Deliberative Polling in Britain (With RC Luskin, R Jowell) (British Journal of Political Science, 2002)
- Moral Reasoning and Political Ideology (Journal of Personality and Social Psychology, 1973)
- Experimenting with a Democratic Ideal: Deliberative Polling and Public Opinion (with RC Luskin) (Acta Politica, 2005)
- Can Deliberation Induce Greater Preference Structuration? Evidence from Deliberative Opinion Polls (With C List, I McLean, R Luskin) (Proceedings of the American Political Science Association, 2000)
- The Quest for Deliberative Democracy (with RC Luskin) (The Good Society, 1999)